# Petalidium (kreeft)
Petalidium is een geslacht van kreeftachtigen uit de klasse van de Malacostraca (hogere kreeftachtigen).

## Soorten
- Petalidium foliaceum Spence Bate, 1881
- Petalidium obesum (Krøyer, 1855)
- Petalidium suspiriosum Burkenroad, 1937